# No Hay Banda
No Hay Banda (spanisch für „Es gibt keine Band)“ ist das Debütalbum der norwegischen Hard-Rock-Band Audrey Horne. Es erschien am 3. Juni 2005 über Tuba Records und ist das einzige Album der Band, das sie als Sextett veröffentlicht hat. No Hay Banda wurde mit dem Spellemannprisen ausgezeichnet.

## Entstehung
Die elf Lieder entstanden in einem Zeitraum von etwas einem Jahr. Der Großteil der Musik wurde vom Gitarristen Arve Isdal und dem Bassisten Tom Cato Visnes geschrieben. Da die Band zum damaligen Zeitpunkt aus sechs Musikern mit verschiedenen musikalischen Hintergründen bestand, gab es viele Diskussionen über die Lieder. Isdal erklärte Jahre später in einem Interview, dass die beteiligten Personen viele Kompromisse eingehen mussten und der Aufnahmeprozess eine schmerzhafte Erfahrung war.
Die sechs Musiker nahmen das Album in dem von Keyboarder Herbrand Larsen betriebenen Earshot Studio in Bergen auf. Nach den Aufnahmen wurden die Lieder in Los Angeles von Joe Barresi gemischt. Das Mastering übernahm Peter In de Betou. Für die Lieder Dead und Confessions and Alcohol wurden Musikvideos gedreht. Der Albumtitel wurde von einem Satz in dem Film Mulholland Drive inspiriert.

## Titelliste
| 1. Dead – 3:09 2. Listening – 3:44 3. Get a Rope – 3:28 4. Deathhorse – 4:55 5. Confessions and Alcohol – 4:11 6. Candystore – 4:53 | 1. Blackhearted Visions – 3:36 2. Bleed – 3:19 3. Crust – 3:50 4. Weightless – 5:43 5. The Sweet Taste of Revenge – 8:48 |

## Rezeption
Björn Backes vom Onlinemagazin Powermetal.de bezeichnete No Hay Banda als Hitfeuerwerk, welches die wichtigsten Elemente der härteren Rockmusik vereint. Der Rezensent Evil Dr. Smith vom niederländischen Onlinemagazin Lords of Metal lobte das Album und bezeichnete Audrey Horne als eine „inspirierte und originell klingende Band mit Hitpotenzial“ und bewertete No Hay Banda mit 83 von 100 Punkten.

## Chartplatzierungen
| ChartsChartplatzierungen | Höchstplatzierung | Wochen |
| ------------------------ | ----------------- | ------ |
| Norwegen (IFPI)          | 32 (1 Wo.)        | 1      |

## Auszeichnungen
Die Band wurde für das Album mit dem Spellemannprisen in der Kategorie Metal ausgezeichnet. Außerdem waren Audrey Horne in der Kategorie Bester Newcomer nominiert, der Preis ging jedoch an die Sängerin Marthe Valle.

## Confessions & Alcohol-EP
Am 3. Februar 2005 wurde vorab die EP Confessions & Alcohol ausgekoppelte. Neben dem Titellied, welches sich auch auf dem Album befindet, enthält die EP zusätzlich die Lieder Airsupply, Blackeyed and Broken und Halo. Veröffentlicht wurde die EP über das Label DogJob Records, einem Unterlabel von Tuba Records und erreichte Platz 16 der norwegischen Albumcharts.